# Сокур (Новосибирская область)
Со́кур — село в Мошковском районе Новосибирской области. Административный центр Сокурского сельсовета. 

## География
Площадь села — 311 гектаров.

## Население
| 1979 | 2002  | 2007  | 2010  | 2021  |
| ---- | ----- | ----- | ----- | ----- |
| 5893 | ↘5828 | ↗6096 | ↘5770 | ↘5696 |

## Инфраструктура
В селе по данным на 2007 год функционируют 1 учреждение здравоохранения и 4 учреждения образования.

## Предприятия
- ЛДПС «Сокур» — линейная производственно-диспетчерская станция АО «Транснефть – Западная Сибирь», часть системы российских магистральных нефтепродуктопроводов. Обеспечивает хранение и транспортировку светлых нефтепродуктов на территорию Западной и Восточной Сибири. В 2020 году на станции была введена автоматизированная установка тактового налива нефтепродуктов в вагоны-цистерны[7][8][9].